# Addo Kazianka
Addo Kazianka, né le 16 février 1936 à Desio, est un coureur cycliste italien.

## Biographie
Professionnel de 1956 à 1961, il a gagné une étape du Tour d'Italie en 1960 et une autre sur le Tour de Catalogne en 1959.

## Palmarès
- 1951
  - Coppa San Geo
- 1955
  -  Champion d'Italie de poursuite par équipes amateurs[n 1]
- 1959
  - 7e étape du Tour de Catalogne
  - 2e du Trophée Boldini (avec Michele Gismondi)
- 1960
  - Tour des Alpes Apuanes
  - 2e du Grand Prix Ceramisti
  - 12e étape du Tour d'Italie

## Résultats sur les grands tours

### Tour d'Italie
3 participations
- 1959 : 44e
- 1960 : 27e, vainqueur de la 12e étape
- 1961 : abandon